# Duy Tan
Duy Tân (chữ Hán: 維新), Nguyễn Phúc Vĩnh San (Hué, 19 september 1900 – Centraal-Afrikaanse Republiek, 26 december 1945 ) was van 1907 - 1916 Keizer van Vietnam. Hij was de opvolger van keizer Thành Thái en de 11e keizer van de Nguyen dynastie. 

Duy Tan werd als zevenjarig jongetje door de Fransen op de troon gezet nadat zijn vader was afgezet. De achterliggende gedachte was dat een kind makkelijk te beïnvloeden was. Dit bleek later een (voor de Fransen) grote vergissing. Duy Tan besefte als tiener dat hij dan wel de Keizer was, maar dat de macht in handen was van de Fransen. Hij begon zich in het geheim te verzetten tegen de Franse overheersing. In 1916 ontdekten de Fransen zijn plannen. Verschillende medestanders werden onthoofd. Duy Tan werd afgezet en verbannen naar Réunion. 

Charles de Gaulle wilde dat Duy Tan als bemiddelaar optrad tijdens de Tweede Wereldoorlog. Vietnam was bezet door de Japanners en de revolutionair Hồ Chí Minh was weliswaar tegen de Japanse overheersing, maar ook tegen die van Frankrijk. Duy Tan keerde terug naar zijn thuisland, met de bedoeling weer plaats te nemen op de Vietnamese troon, het vliegtuig waarin hij zat stortte echter neer boven de Centraal-Afrikaanse Republiek.
In 1987 werden de stoffelijke resten van Duy Tan opgehaald door zijn zoon Bao Vang en overgebracht naar Vietnam, alwaar deze werden bijgezet in de crypte van Duc Duc.